# Carlos Hernández Bailo
Carlos Hernández Bailo (Barcelona, 27 de diciembre de 1958) fue un ciclista español, profesional entre 1982 y 1993, cuyos mayores éxitos deportivos los logró en la Vuelta a España donde conseguiría tres victorias de etapa en diferentes ediciones además del Gran Premio de la Montaña en 1992, y en el Campeonato de España de ciclismo en ruta al imponerse en las ediciones de 1983 y de 1989.

## Palmarés
| 1982 - Vuelta a Villarrobledo 1983 - 1 etapa en la Vuelta a España - Campeonato de España en Ruta - Circuito de Guecho 1985 - Vuelta a los Tres Cantos 1987 - 1 etapa en la Vuelta a España - Vuelta a Murcia, más 1 etapa | 1988 - G.P. Llodio 1989 - Campeonato de España en Ruta 1990 - 1 etapa en la Vuelta a España 1992 - Clasificación de la Montaña de la Vuelta a España - 3.º en el Campeonato de España en Ruta |

## Resultados en Grandes Vueltas
| Carrera         | 1982 | 1983 | 1984 | 1985 | 1986 | 1987  | 1988 | 1989 | 1990 | 1991  | 1992 |
| --------------- | ---- | ---- | ---- | ---- | ---- | ----- | ---- | ---- | ---- | ----- | ---- |
| Giro de Italia  | -    | -    | -    | -    | -    | -     | -    | -    | -    | -     | -    |
| Tour de Francia | -    | 55.º | 53.º | 76.º | 53.º | 128.º | -    | -    | -    | -     | 85.º |
| Vuelta a España | 73.º | 28.º | -    | 36.º | 51.º | 23.º  | 27.º | -    | 31.º | 110.º | 22.º |

-: no participa

Ab.: abandono